# CSS
CSS (Cascading Style Sheets) е език за описание на стилове (език за стилови файлове, style sheet language) – използва се основно за описание на онлайн представянето на уеббазиран документ, който написан на маркиращ език. Най-често се използва допълнително към чистия HTML, но се прилага и върху XML уебстраници и документи. Спецификацията на CSS официално се поддържа от W3C.
Още в началото на развитието на www CSS започва да се добавя към стандартния HTML с цел съдържанието и структурата на уеб страниците да бъдат разделени от тяхното визуално представяне. Преди стандартите за CSS, установени от W3C през 1995 г., съдържанието на сайтовете и стила на техния дизайн са писани в една и съща HTML страница. В резултат на това HTML кодът става сложен и нечетлив, а всяка промяна в проекта на даден сайт изисквала корекцията да бъде нанасяна в целия сайт страница по страница. Използвайки CSS, настройките за форматиране могат да бъдат записани в един-единствен CSS файл, а промяната ще бъде отразена едновременно на всички страници, които го използват.

## Същност и характеристики на езика
CSS позволява да се определя как да изглеждат елементите на една HTML страница – шрифтове, размери, цветове, фонове, и др. CSS кодът се състои от последователност от стилови правила, всяко от които представлява селектор, последван от свойства и стойности. Например в следния CSS код:
p {font-size: 9pt;}
има едно правило. То се състои от селектора p и свойството font-size, на което е зададена стойност 9pt. Това правило определя размера на шрифта във всички параграфи на 9 пункта.

### Селектори
Селекторите (от английски: select, като при "select color") в CSS се използват като наименуват типа селекция и покажат съответно към кои елементи на HTML документа трябва да бъде прилаган съответният стил. Съществуват много видове селектори. Някои селектори позволяват постигане и на динамичност на страницата, макар и в определена степен. Например само с помощта на CSS могат да бъдат направени падащи (drop-down) или пък изскачащи менюта (за мобилни устройства), и особено за хипервръзки, при които може да се задава цвета на линка, и също при посочване на линка, той да променя цвета си и др.
Видове Селектори
В CSS има няколко вида селектори:
I. Селектори за класове – с помощта на CSS може да създавате собствени класове за всеки един селектор. След дефиниране на класа, то всички селектори, на които е присвоен този клас, ще показват един и същ ефект. Използва се следният синтаксис:
селектор.клас {атрибут: стойност}

Пример:
Нека имаме клас заглавия h1 със син цвят и клас параграфи p, позиционирани вляво.
Името на класа е произволно, но за удобство ще използваме blue. Следователно целият код ще изглежда така:

h1.blue {color: #0000ff}

p.left {text-align: left}

С това класовете са дефинирани и трябва да се поместят в секцията head на основната HTML страница, като се затворят между таговете <style> и </style>:
<style type="text/css">

h1.blue {color: #0000ff}

p.left {text-align: left}

</style>

Вече дефинираните класове, могат да се използват и в тялото (body-то) на страницата (body) чрез следния код:

<h1 class="blue"> Синьо Заглавие </h1> 

Пример:

<html>

<head>

<title>I. Класови селектори</title>

<meta http-equiv=Content-Type content="text/html; charset=windows-1251" />

<style type="text/css">

h1.blue {color: #FFFF00}

p.left {text-align: left}

</style>

</head>

<body>

<h1 class="blue"> Морето е синьо </h1>

<p class="left"> В Бургас лятото е топло и има много гларуси </p>

<h1> Статия 2 </h1>

<h1 class="blue"> ...и небето е синьо </h1>

</body>

</html>

Класовете могат да бъдат декларирани и по друг начин – без обвързване с определен селектор:

.клас {атрибут: стойност}

В този случай гореописаният код ще изглежда така:

.blue {color: #0000ff}

.left {text-align: left}

II. ID селектори – с помощта на този вид селектори могат да се декларират допълнителни параметри, които не са указани в декларираните класове. Имената отново са произволни. Използва се следният синтаксис:

#id {атрибут: стойност} /или също селектор#id {атрибут: стойност}/

След добавяне на id селектор в горния пример:

<head>

<title>css</title>

<meta http-equiv=Content-Type content="text/html; charset=windows-1251" />

<style type="text/css">

.left {text-align: left}

#rb {color:#ff0000; font-weight:bold}

</style>

</head>

В тялото на страницата можем да въведем следния код:

<p class="left" id="rb"> Кръвта е тъмно червена и тече от ляво надясно </p>

Може да се въведе и параграф без декларирания клас:

<p id="rb"> Хубавото вино е червено, тъмно червено </p>

III. Контекстуални селектори – комбинация от няколко селектора, като зададения ефект се проявява в зависимост от подредбата им. Използва се следния синтаксис:

1-ви селектор 2-ри селектор... {атрибут: стойност}

Например в секцията head може да напишем кода:

<head>

<title>css</title>

<meta http-equiv=Content-Type content="text/html; charset=windows-1251" />

<style type="text/css">

p i b {color:#00ff00}

</style>

</head>

Ако след това в тялото на страницата напишем:

<p><i><b> Жабите са зелени и наклонени </b></i> ..а рибите не са </p>
то ефектът ще бъде удебелен и наклонен зелен текст, между  и  и стандартен текст за останалата част.

Групиране на селектори

Няколко селектора могат да бъдат подредени, като се отделят със запетаи, и им се зададе еднакъв ефект, т.е. атрибути с еднакви стойности. Синтаксисът при групирането е:

селектор1,селектор2,селектор3,... {атрибут: стойност}

Пример:

<head>

<title>Няколко ефекта на един ред код</title>

<meta http-equiv=Content-Type content="text/html; charset=windows-1251" />

<style type="text/css">

h1,h2,h3,p,del {color: #ff0000}

</style>

</head>

Въведени са селекторите h1, h2, h3, този за параграф и за зачертаване на текст, като на всички им е зададен червен цвят. Ако след това в тялото на HTML документа се въведе:
<del> Червен Зачеркнат Текст </del>
то този текст ще се покаже не само зачеркнат, какъвто е по принцип ефекта от тага del, но и в червен цвят.

Коментари в CSS – в HTML се използва: <!--Коментари и обяснения-->

 В CSS коментарът трябва да е затворен между наклонена черта със „звезда“ и „звезда“ с наклонена черта: /*Закоментиран текст*/.

### Свойства и стойности
Свойство представлява конкретна характеристика на елемент от HTML документа, а стойност е стойността, която се дава на това свойство. Например на свойство за размер може да се даде стойност число в дадена мерна единица, а за свойство цвят – стойност, която представлява стандартното наименование на цвета или hex стойности. от рода на #ffffff (бяло) до #000000 (черно).
| Свойство         | Значение                                              | Възможна стойност | Пример                                                           |
| ---------------- | ----------------------------------------------------- | --- | ---------------------------------------------------------------- |
| color            | Цвят на текста                                        | Едно от 16-те имена на цветовете, дефинирани в HTML 4.0: aqua, black, blue, fuchsia, gray, green, lime, maroon, navy, olive, purple, red, silver, teal, white, yellow. Цвят в RGB формат: color:rgb (R, G, B) | color:blue color:rgb(255,255,255) color:rgb(0,0,0)               |
| background-color | Цвят на фона                                          | Същите стойности, както при color | background-color:black                                           |
| text-align       | Подравняване на текста                                | left, right, center, justify | text-align:center                                                |
| font-style       | Стил на шрифт                                         | normal, italic, oblique | font-style:italic                                                |
| font-weight      | Дебелина на текста                                    | normal, lighter, bold, bolder | font-weight:bold                                                 |
| font-size        | Размер на текста                                      | Стойности в пиксели, ем, процент или име: large, small, x-small, x-large | font-size:110 % font-size:0.8em font-size:20px font-size:x-large |
| font-family      | Шрифт                                                 | serif, sans-serif, cursive, fantasy, monospace, Arial, Courier, „Times New Roman“ | font-family:sans-serif font-family:"Times New Roman"             |
| list-style-type  | Водещ знак пред ред на списък                         | decimal, upper-alpha, lower-alpha, upper-roman, lower-rman | list-style-type:square list-style-type:lower-roman               |
| width            | Ширина на елемент (напр.таблица)                      | Процент от ширината на страницата | width:50%                                                        |
| border           | Рамка на таблица                                      | Дебелина в пиксели и тип на рамката: solid, dotted, dashed, double, groove | border:3px solid                                                 |
| margin           | Разстояние от всички страни на елемента               | auto | margin:auto                                                      |
| margin-left      | Разстояние от лявата страна на елемента               | Стойности в ем | margin-left:1em                                                  |
| margin-right     | Разстояние от дясната страна на елемента              | Стойности в ем | margin-right:3em                                                 |
| margin-top       | Разстояние от горната страна на елемента              | Стойности в ем | margin-top:5em                                                   |
| margin-bottom    | Разстояние от долната страна на елемента              | Стойности в ем | margin-bottom:2em                                                |
| border-collapse  | Вид рамка на таблица                                  | collapse | border-collapse:collapse                                         |
| link             | Псевдокласове на елементна котва                      | a:link | a:link{color:black}                                              |
| visited          |                                                       | a:visited |                                                                  |
| hover            |                                                       | a:hover |                                                                  |
| active           |                                                       | a:active |                                                                  |
| float            | Относително местоположение на страницата              | left, right | float:left;                                                      |
| clear            | Забрана за заобикаляне на елементи отляво или отдясно | left, right, both | clear:both                                                       |

| Синтаксис | Пример                                        | Допълнителна информация |
| --------- | --------------------------------------------- | --- |
| px        | font-size:9px                                 | Точно определяне на размера. Не е препоръчително при използването му в border-radius или други свойства от този тип. |
| em        | font-size:16px; line-height:1.5em /*24px/16*/ | Определяне на размера спрямо размера на шрифта на бащиния елемент. Когато шрифта има размер 16px и се приеме за 1em, тогава размера на всеки останал елемент който се определя чрез em се умножава по стойността си. Пример: при размер на шрифта 10px, 1em = 10px; 2em = 20px. Това е най-добрата модерна техника за определяне на размери, поради запазването на съотношението между елементите. Em стойността е и приета за W3C стандарт |
| %         | font-size:100%                                | Използва се при сайтовете с подвижен строеж Пример: при промяната на ширината на екрана, елемента се намира на х% от съседния елемент (margin-left:10%;) |
| in        | font-size:0,09in                              | Мерната единица инч |
| cm        | font-size:0.3cm                               | Мерната единица сантиметър |
| mm        | font-size:8mm                                 | Мерната единица милиметър |
| ex        | font-size:16px; line-height:3ex               | X-височината на шрифта. (Х-височината е приблизително половината от шрифта) |
| pt        | font-size:16pt;                               | 1pt = 1/72in (1/72 инча) = 0,0138888889 инча |
| pc        | font-size:16pc;                               | Пика. 1pc = 12 points |

## Задаване на стилове на HTML документ
Има 3 начина да се зададе стил на HTML документ.

### Вграден стил на елемента
Зададеният по този начин стил се нарича inline. Представлява записване на стилова информация в атрибута style на даден таг. Полученият стил е валиден директно само за елемента, на който е зададен (въпреки това негови поделементи могат да го наследят при определени условия). Този метод има редица ограничения, тъй като не позволява използването на CSS селектори.

<h2 style="font-size: 10pt; color: blue;">Hello</h2>

### Блок със стилове в документа
Зададеният по този начин стил се нарича internal. Представлява блок със стилове, затворен в таг <style>. Този таг трябва да е поставен в заглавната част на HTML документа (тага <head>).

### Файл със стилове
Зададеният по този начин стил се нарича external. Представлява самостоятелен файл, който се състои от стилове и към него е направено обръщение в HTML документа. Това е единственият способ, който отговаря на идеята за отделяне на съдържание от оформление.
Указването на такъв файл се случва между <head> таговете и има следният синтаксис:
```
<
link
 
rel
=
"stylesheet"
 
href
=
"http://example.com/css/style.css"
 
type
=
"text/css"
 
/>

```

Могат да бъдат вкарани неограничен брой файла, но е препоръчително броят им да е максимално ограничен, заради бавното зареждане на уеб страницата.
CSS 2.1 задава три възможни схеми за позициониране:
Нормален поток
Генерираните от елементите кутии се позиционират в зависимост от контекста (блоков или поредов форматиращ контекст за кутия,
но не и двата едновременно). Съществува възможност за относително позициониране на блокови и поредови кутии.
Плаваща схема
Кутията първоначално се позиционира според нормалната потокова схема, а след това се отмества наляво/надясно в зависимост от указаната стойност.
Абсолютно позициониране
Кутията изцяло се премахва от нормалния поток и се позиционира според зададените координати спрямо съдържащия я блок.

### Позиция: горе, долу, ляво и дясно
Има четири възможности за свойството position. Ако даден елемент не е static, то следните свойства top, bottom, left, и right позволяват да му се зададат отстояния и позиция.
Статичен staticСтойност по подразбиране, която поставя елемента в нормален поток.
```
#
div-1
 
{

position
:
static
;

}

```

Релативен relativeОтносителна позиция спрямо статичното местоположение на елемента.
```
#
div-1
 
{

position
:
relative
;

top
:
20
px
;

left
:
-40
px
;

}

```

Абсолютен absoluteОпределя абсолютно позициониране. Елементът се позиционира по отношение на най-близкия си нестатичен предшественик.
```
#
div-1a
 
{

position
:
absolute
;

top
:
0
;

right
:
0
;

width
:
200
px
;

}

```

Фиксиран fixedЕлементът е абсолютно позициониран на екрана във фиксирано положение, това е валидно дори и когато документът се скролира.

### Плаващи и прозрачни елементи
Една от три различни стойности може да бъде присвоена на свойството float. Абсолютно- или фиксирано- позиционирани елементи не могат да бъдат плаващи. Други елементи обикновено се носят около плаващи такива освен ако не са възпрепятствани от свойството clear.
Ляв leftЕлементът плава отляво на линията, на която би се появил, други елементи може да се застанат от дясната му страна
```
#
div-1a
 
{

float
:
left
;

width
:
150
px
;

}

```

```
#
div-1b
 
{

float
:
left
;

width
:
150
px
;

}

```

Десен rightЕлементът плава отдясно на линията, на която би се появил, други елементи може да се застанат от лявата му страна
```
#
div-1a
 
{

float
:
right
;

width
:
200
px
;

}

```

Прозрачен clearПринуждава елементът да се появи зад прозрачно ('clear') плаващи елементи отляво (clear:left), отдясно (clear:right) или и от двете страни (clear:both).
```
#
div-1a
 
{

float
:
left
;

width
:
190
px
;

}

#
div-1b
 
{

float
:
right
;

width
:
190
px
;

}

#
div-1c
 
{

clear
:
both
;

}

```

## Версии
Съществуват 3 основни версии на езика CSS + една, която още не е поддържана от основните браузъри. За всяка от тях е разработен специален тест, чрез който може да се провери дали даден web браузър поддържа съответната версия на езика. Всяка следваща версия разширява възможностите на езика. Могат да се използват и разширения на CSS (Sass, Less) или фреймуърци(Foundation Zurb), които улесняват работата и позволяват допълнителна функционалност като наследяване, задаване на променливи и др.